# هيروكازو ياسودا
هيروكازو ياسودا (باليابانية: 安田寛一) هو منافس ألعاب قوى ياباني، ولد في 31 مايو 1936.

## وصلات خارجية
- هيروكازو ياسودا على موقع أوليمبيديا (الإنجليزية)